# La Guerre des mondes (film, 1981)
Pour les articles homonymes, voir La Guerre des mondes (homonymie).
Pour plus de détails, voir Fiche technique et Distribution.
La Guerre des mondes (Wojna swiatów - nastepne stulecie) est un film polonais réalisé par Piotr Szulkin, sorti en 1981.

## Synopsis
Une civilisation extraterrestre provenant de Mars débarque sur Terre, dans un régime autoritaire utilisant la télévision comme outil de propagande. Les Martiens déclarent avoir de bonnes intentions, mais souhaitent en réalité récolter le sang des humains. Avec l'aide d'Iron Idem, présentateur de télévision, la collaboration entre l'État et les extraterrestres se met en place sans rencontrer une grande résistance.

## Accueil
Le film a été perçu en Pologne comme une prédiction de la mise en place de la loi martiale en décembre 1981, en plus d'être une critique voilée du régime autoritaire communiste dirigeant le pays à l'époque.

## Fiche technique
- Titre original : Wojna swiatów - nastepne stulecie
- Titre français : La Guerre des mondes
- Réalisation : Piotr Szulkin
- Scénario : Piotr Szulkin d'après La Guerre des mondes de H. G. Wells
- Musique : Jerzy Maksymiuk et Józef Skrzek (en)
- Pays d'origine : Pologne
- Format : Couleurs - 1,78:1 - Mono
- Genre : science-fiction
- Durée : 96 minutes
- Date de sortie : 1981

## Distribution
- Roman Wilhelmi (en) : Iron Idem
- Krystyna Janda : Gea, la femme d'Idem
- Mariusz Dmochowski : le patron de la chaîne de télévision
- Jerzy Stuhr : l"avocat
- Marek Walczewski : réceptionniste
- Janusz Gajos : ouvrier
- Stanisław Tym : Agent secret
- Witold Pyrkosz : juge